# شب مبارزه: سرقت میلیون دلاری
شب مبارزه: سرقت میلیون دلاری یک مینی‌سریال تلویزیونی در ژانر درام داستان جنایی آمریکایی است که توسط شای اوگبونا بر اساس پادکستی در سال ۲۰۲۰ به همین نام ساخته شده است.
پخش محدود سریال در تاریخ ۵ سپتامبر ۲۰۲۴ در پیکاک با سه قسمت اول پخش شد. قرار است با اپیزود هشتم در ۱۰ اکتبر ۲۰۲۴ به پایان برسد.

## داستان
داستان دزدی بدنام مسلحانه در شب مبارزه تاریخی محمد علی در سال ۱۹۷۰، که آتلانتا را به «مکه سیاه» تبدیل کرد.

## بازیگران

### اصلی
- کوین هارت در نقش گوردون «مرد مرغ» ویلیامز
- تاراجی پی هنسون در نقش ویویان 'شیرین' توماس
- دان چیدل در نقش کارآگاه جی دی هادسون
- ساموئل ال جکسون در نقش فرانک «پدرخوانده سیاه» موتن

### بازیگران مهمان ویژه
- ترنس هاوارد در نقش ریچارد کادیلاک ریچی ویلر

### مهمان
- کلویی بیلی در نقش لنا مازلی
- دکستر داردن در نقش محمد علی
- مایکل جیمز شاو در نقش لامار
- اتکینز استیموند در نقش آرمسترانگ ریموند «براون ابریشمی».
- سم آدگوک در نقش امرسون دورسی
- سینکوا والز در نقش مک کینلی «مک» راجرز
- مایلز بولاک در نقش ویلی بلک
- آرتریس جانسون در نقش فی ویلیامز
- لوری هاروی در نقش لولا فالانا
- مارشا استفانی بلیک در نقش دلورس هادسون
- جیسون وارنر اسمیت در نقش رئیس پلیس هربرت ترنر جنکینز
- رون ریکو لی در نقش سناتور لروی جانسون
- ترزا سلست در نقش ماکسین
- ملوین گرگ در نقش آندره میوز
- جالین هال در نقش بیبی ری
- جاستن راس در نقش تامی هیز
- ترنس ترل در نقش بون دیویس
- بن واندرمی در نقش کارآگاه میسون
- جف اسپراو در نقش رومل
- آلن هکنر در نقش کلت
- پارکر ساک در نقش پل گلیسون
- کلیفتون پاول در نقش ماشموث رو
- دیوید بنر در نقش میسوری اسلیم
- اگزی بوکر در نقش دریک «تکس» پترسون
- داممون ارل هیوز در نقش پناهگاه ویلیس
- سلستینو کورنیل در نقش خاویر 'جاوی' لوپز
- راکموند دانبار در نقش عمو ویلی

## نقدها
در وب‌سایت بازبینی جمعی راتن تومیتوز، ۹۳ درصد از نظرات ۱۵ منتقد، با میانگین امتیاز ۷٫۱/۱۰ مثبت هستند. همچنین در وبگاه متاکریتیک که از میانگین وزنی استفاده می‌کند، بر اساس ۱۳ منتقد، امتیاز ۷۲ از ۱۰۰ را به خود اختصاص داده است که نشان دهنده نقدهای «عموماً مطلوب» برای این سریال است.